# Monitorização biológica
Monitorização Biológica em toxicologia são a observação do risco à saúde do trabalhador exposto a substâncias químicas que penetram no organismo do indivíduo.